# Klauzula dualna
Klauzula dualna (ang. dual clause) – koniunkcja skończonego zbioru literałów. Jest ona prawdziwa wtedy i tylko wtedy, gdy każdy z literałów jest prawdziwy. Klauzulę dualną pustą uznaje się za zawsze prawdziwą.
Na przykład klauzula dualna {\displaystyle \bigwedge }{p, ¬r, q} jest prawdziwa, gdy każde z wyrażeń p, ¬r, q ma wartość logiczną 1.